# Arbutin
Arbutin (Hydrochinon-β-D-glucopyranosid) ist eine chemische Verbindung aus der Gruppe der Aryl-β-Glucoside und der Hydrochinone. Die Verbindung kommt natürlich in einer Reihe von Pflanzen vor. Arbutin ist für die medizinische Wirkung verschiedener Pflanzenextrakte verantwortlich und wird in Kosmetika zur Hautaufhellung verwendet. Natürlich kommt lediglich das β-Arbutin vor, das Anomer α-Arbutin ist aber als synthetische Verbindung bekannt.

## Vorkommen

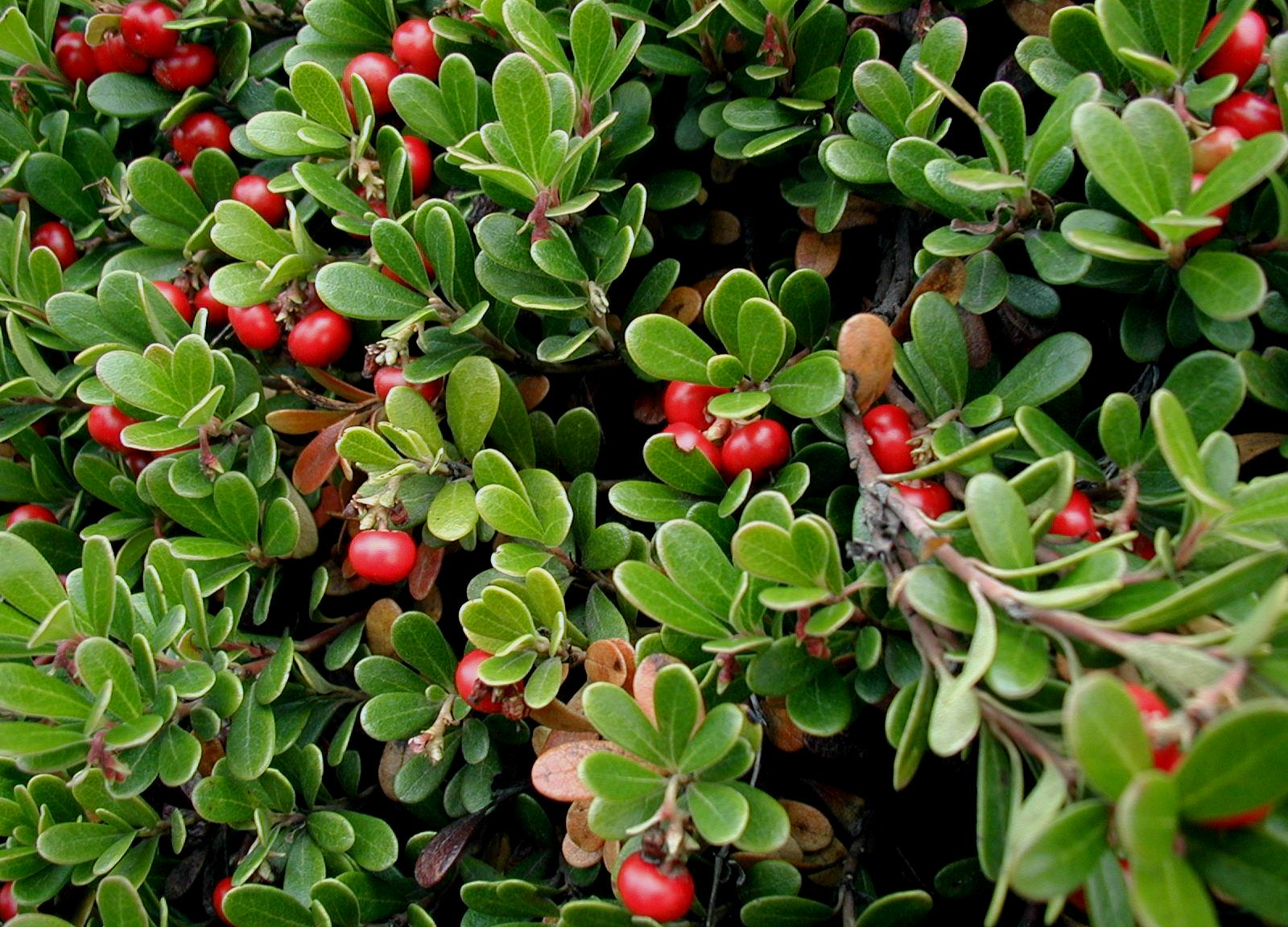
Echte Bärentraube (Arctostaphylos uva-ursi)

Als Naturstoff kommt das β-Arbutin vor, α-Arbutin ist nur als synthetisches Produkt bekannt. Der Blätterextrakt der echten Bärentraube (Arctostaphylos uva-ursi) enthält verschiedene phenolische Verbindungen, von denen Arbutin die Hauptkomponente ist. In einer Studie an wildwachsenden Pflanzen aus den Pyrenäen wurde ein Anteil von 6,3 % bis 9,16 % am Trockengewicht der Blätter festgestellt. Andere Pflanzen, deren Extrakte größere Mengen an Arbutin enthalten, sind Preiselbeere (Vaccinium vitis-idae) und Dolden-Winterlieb (Chimaphila umbellata). Arbutin kommt außerdem im Gewöhnlichem Schneeball (Viburnum opulus), der Damiana (Turnera diffusa), und den Blättern des westlichen Erdbeerbaums (Arbutus unedo) vor. Die Verbindung kommt verschiedentlich in Pflanzenblättern vor und ihre Oxidation ist dort für die Schwarzfärbung beschädigter und abgeworfener Blätter verantwortlich. Hierzu gehören die Gattung Birnen (Pyrus), die Gattung Wintergrün (Pyrola, beispielsweise Pyrola japonica) und die Gattung Steinbrech (Saxifraga, beispielsweise der Kriech-Steinbrech Saxifraga stolonifera). Bei Birnbäumen kommt es neben den Blättern auch in den Früchten vor. Arbutin kommt in mehreren Arten der Gattung Dost (Origanum) vor, wobei der Gehalt je nach Art sehr unterschiedlich ist. Besonders hoch ist der Gehalt im als Gewürz verwendeten Majoran, während der Gehalt im ebenfalls als Gewürz verwendeten Oregano minimal ist.

## Biosynthese
Die Biosynthese in Pflanzen der Gattung Birnen (Pyrus) wurde untersucht. Direkter biosynthetischer Vorläufer ist das Aglycon, Hydrochinon, das über den Shikimat-Weg gebildet wird. Hydrochinon wird durch eine Glucosyltransferase in Arbutin überführt.

## Herstellung
Arbutin kann aus Glucose und Hydrochinon hergestellt werden. Hierzu wird zunächst die Glucose mit Acetylchlorid oder Acetylbromid umgesetzt. Dadurch wird 2,3,4,6-Tetra-O-acetyl-α-D-glucopyranosylchlorid oder 2,3,4,6-Tetra-O-acetyl-α-D-glucopyranosylbromid erhalten. Diese Intermediate können direkt mit Hydrochinon zu Arbutin umgesetzt werden.

## Verwendung
β-Arbutin wird in Kosmetika eingesetzt, beispielsweise zur Hautaufhellung, insbesondere seit Hydrochinon für diese Anwendung verboten ist. Arbutin kommt in diesem Bereich in verschiedenen Weltregionen in großen Mengen zum Einsatz und wird in einigen Produkten mit anderen Wirkstoffen wie Kojisäure kombiniert. Gemäß einer Studie zu den Wirkstoffen in Hautaufhellungsprodukten werden darin häufig inzwischen verbotene Inhaltsstoffe wie Corticosteroide verwendet. Unter den zulässigen Wirkstoffen gehört Arbutin demnach zu den am meisten genutzten. Die Wirkung des Arbutins basiert auf der Hemmung des Enzyms Tyrosinase. Dieses ist ein Schlüsselenzym bei der Biosynthese des Melanins, das für die Färbung der Haut und auch für Hyperpigmentations-Störungen verantwortlich ist. Das synthetische α-Arbutin hat eine stärkere Hemmwirkung als das natürliche β-Arbutin.

Arbutin (β-Arbutin)
α-Arbutin

Arbutin ist die aktive Komponente verschiedener medizinisch genutzter Pflanzenextrakte. Die arbutinhaltigen getrockneten Blätter der echten Bärentraube – bzw. Extrakte daraus – werden zuweilen medikamentös bei bakteriellen Harnwegs-Infekten eingesetzt, wobei das pharmakologisch aktive Hydrochinon freigesetzt wird. Arbutin ist außerdem für die Wirkung der Damiana gegen Magenbeschwerden verantwortlich.

## Pharmakologie
Arbutin stellt als Hydrochinonglukosid ein Prodrug dar. Es ist in der ursprünglichen Form schlecht resorbierbar und kann in dieser Form nicht an seinen Wirkungsort in der Blase gelangen. Vor der Resorption muss es daher erst im Magen und oberen Dünndarm zum gut resorbierbaren Hydrochinonen hydrolysiert werden. Die „Entgiftung“ erfolgt in der Leber, indem Hydrochinon mit Glucuronsäure oder Schwefelsäure konjugiert wird, was die Wasserlöslichkeit und somit den Transport im Blut verbessert. Über die Nieren können die Konjugate ausgeschieden werden. Bakterien in der Blase können den Hydrochinonkomplex wieder spalten und so Hydrochinon freisetzen. Hydrochinon wirkt antibakteriell, z. B. gegen Escherichia coli und Keime der Gattungen Klebsiella und Enterobacter.